# Дуб Семена Палія (Біла Церква)
Дуб Семена Палія (Дуб на Палієвій горі) — ботанічна пам'ятка природи місцевого значення в Україні. Розташований на території міста Біла Церква Київської області, в межах дендропарку «Олександрія» (на березі річки Рось біля пам'ятника С. Палію).

## Опис
Площа 0,01 га. Статус присвоєно згідно з рішенням Київської обласної ради 22 червня 2017 року № 345-15-VII. Перебуває у віданні Національного дендрологічного парку «Олександрія».
Статус присвоєно для збереження одного екземпляра вікового дуба звичайного. Обхват стовбура 3,80 м. Висота близько 25 м. Вік приблизно 300 років. Росте на Палієвій горі в парку «Олександрія». Названий на честь полковника Семена Палія, одного з керівників  національно-визвольної боротьби українського народу в XVII ст.

## Галерея

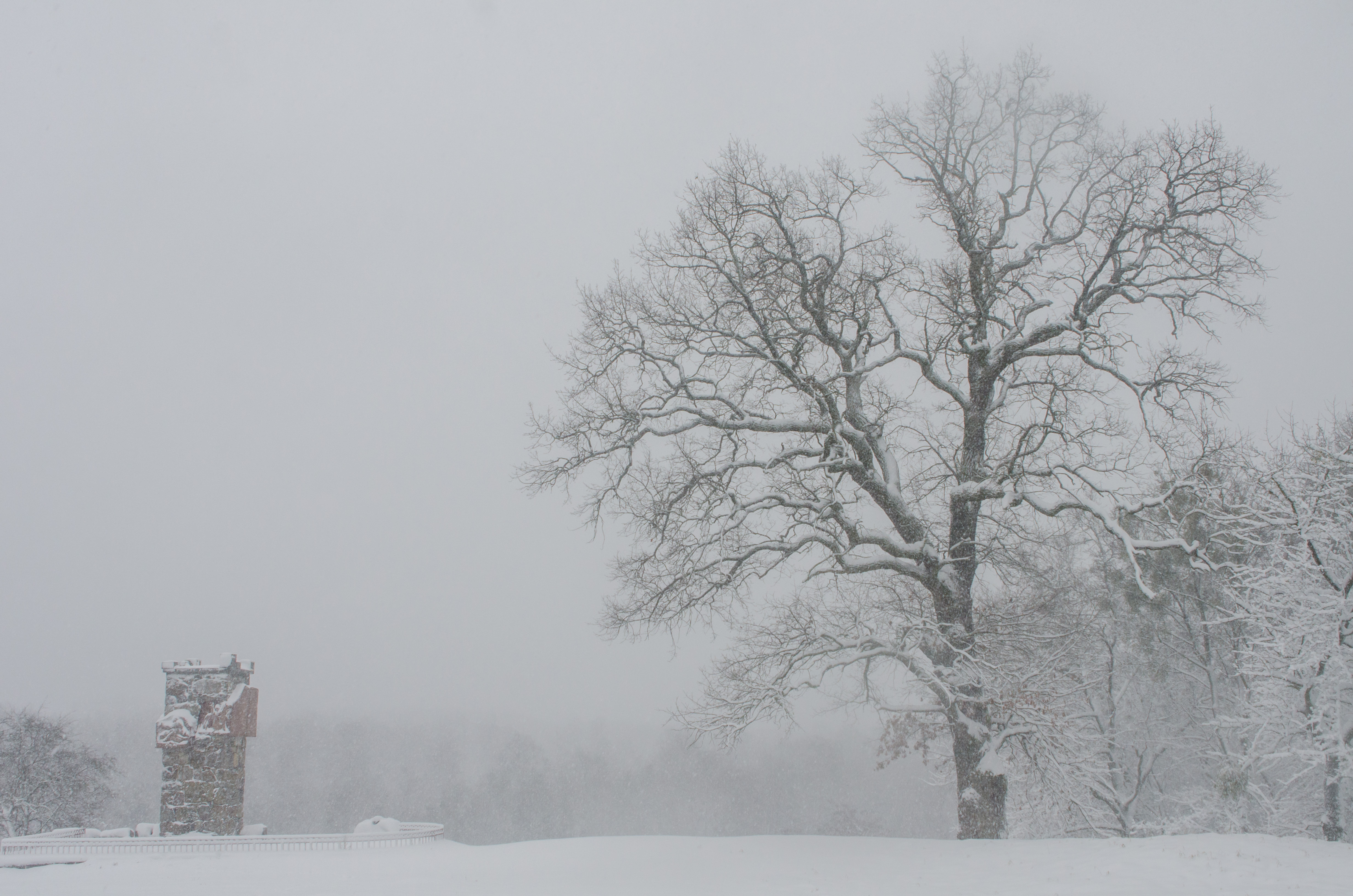
Дуб узимку
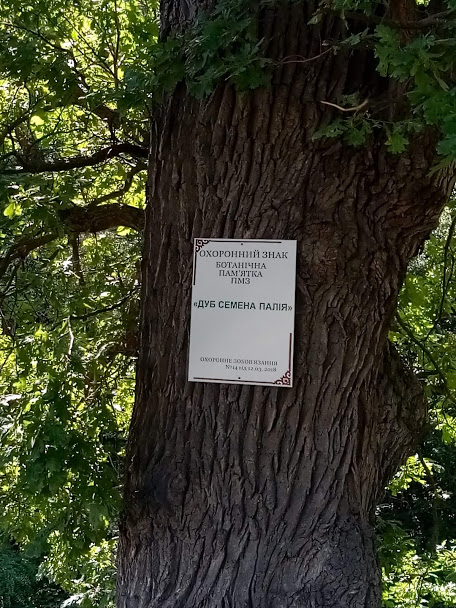
Табличка на дубі
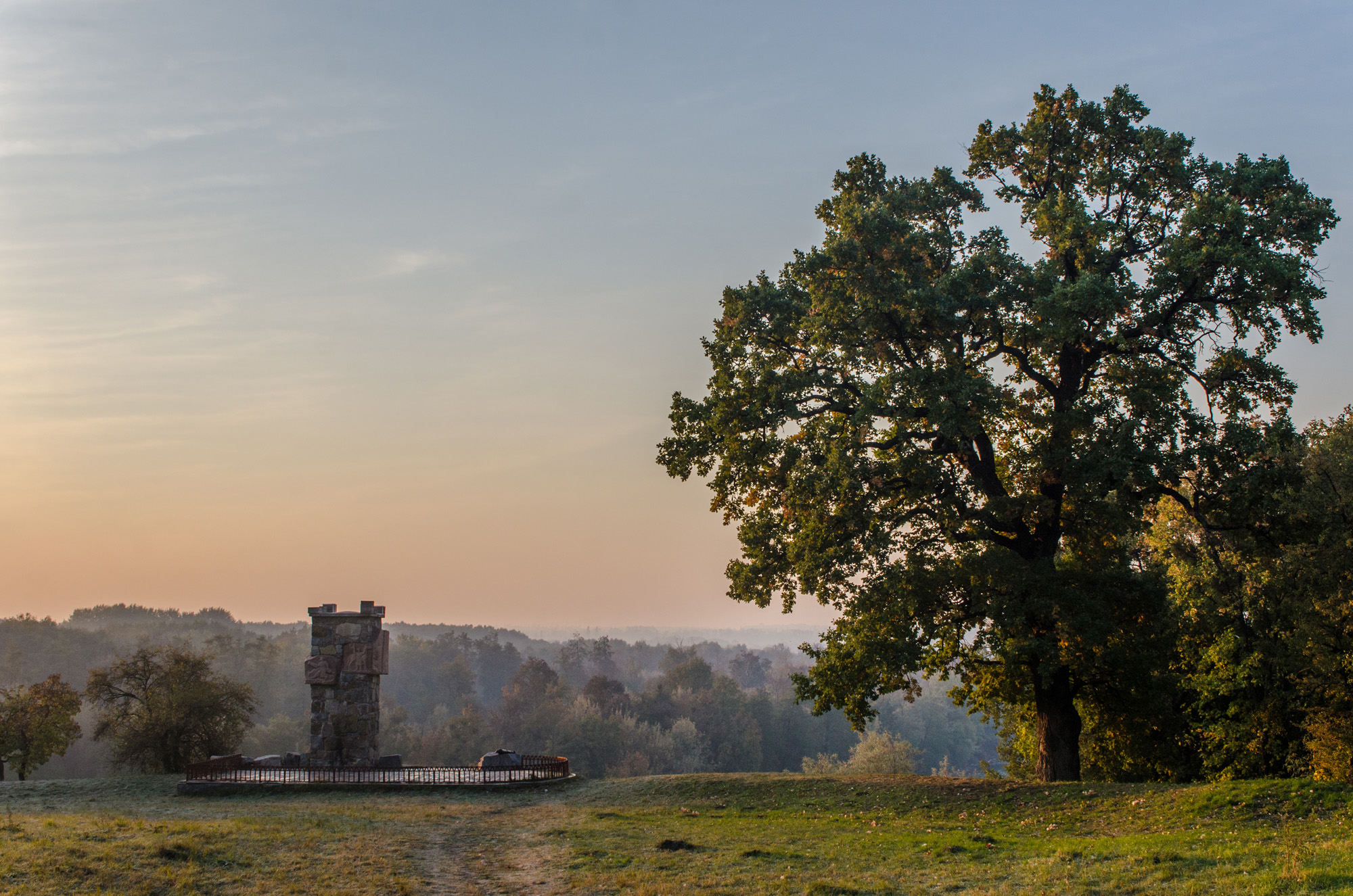
Палієва гора і дуб